# Xwejni Bay

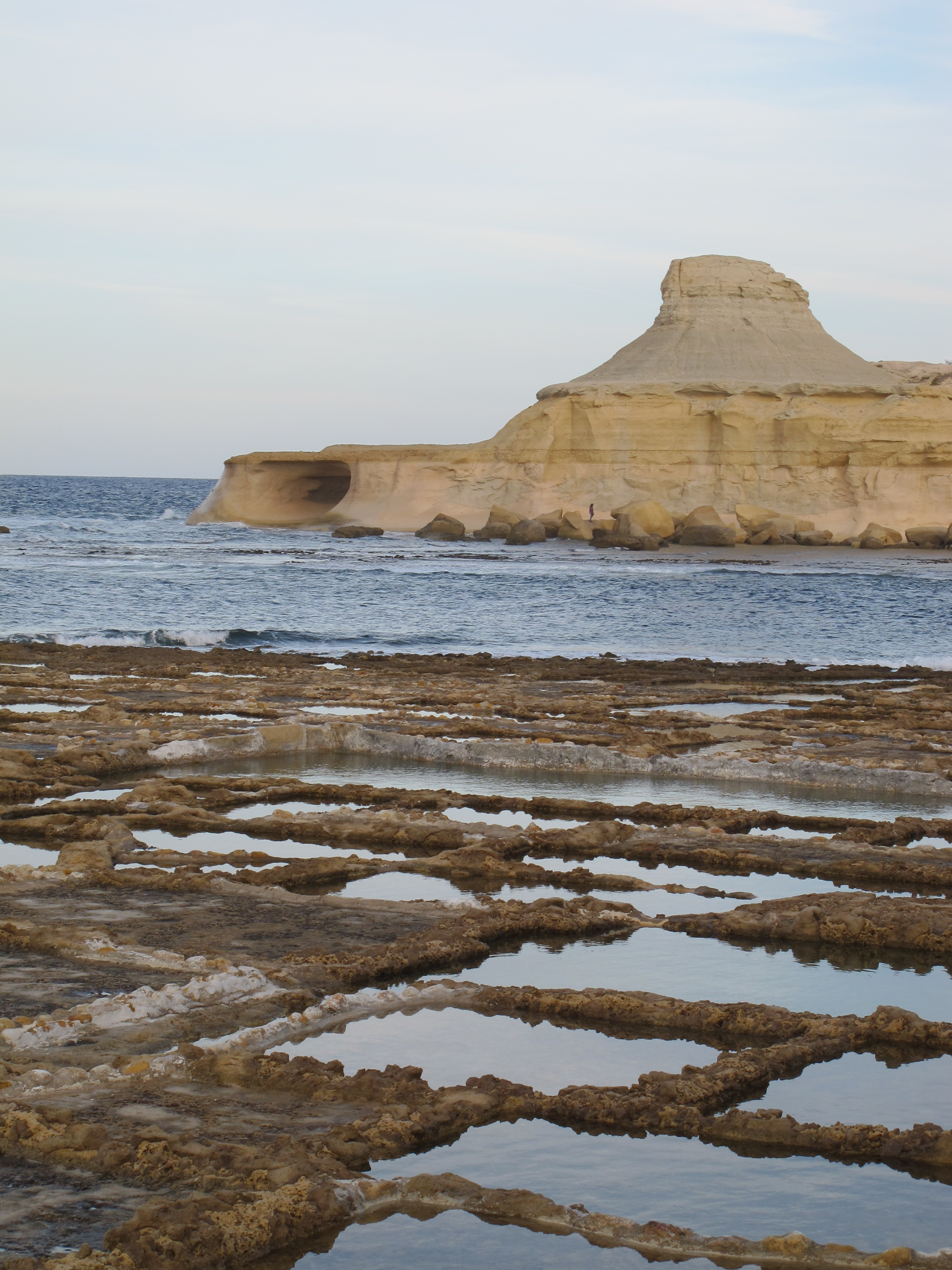
Blick über die Xwejni Bay mit Salzpfannen im Vordergrund

Xwejni Bay ist eine Bucht der maltesischen Insel Gozo, die auf dem Gemeindegebiet von Żebbuġ liegt. Sie wird als Badebucht und Ausgangspunkt für Tauchgänge touristisch genutzt. Der nächstgelegene Ort an der Küste ist Marsalforn. Die Bucht verfügt über einen kleinen Kiesstrand, westlich der Bucht zieht sich ein vorgelagertes Felsplateau mit einem Double Arch und einer Höhle mit Kamin die Küste entlang.

## Salzgewinnung
Auf dem vorgelagerten Felsplateau wurden seit der Römerzeit flache Becken zur Salzgewinnung angelegt. Ein kleiner Teil (etwa 300 Salinen) wird heute noch betrieben. Acht Familien waren 2009 noch aktiv in der Salzgewinnung. Saisonell bedingt sind die Salinen von Mai bis September bewirtschaftet. Das Salz aus der Bucht wird über Supermärkte und kleinere Geschäfte der Insel vertrieben. Es gibt Direktverkauf.

## Tauchen
Für Taucher ist vor allem das Doppelbogen-Riff interessant, wohin der Zugang nördlich der Xwejni-Bucht erfolgt. Die Tauchtiefe beträgt maximal 45 Meter.